# 秋山徳蔵
秋山 徳蔵（あきやま とくぞう、1888年（明治21年）8月30日 - 1974年（昭和49年）7月14日）は、日本の料理人。大正期から昭和期にかけて宮内省（のち宮内庁）で主厨長を務めた。位階・勲等は正四位勲三等。フランス料理アカデミー名誉会員。
その生涯を描いた小説やドラマ化作品のタイトルから「天皇の料理番」として知られる。皇室の食卓を預かり、宮中で行われる公式行事の料理を掌るのみならず、日本における西洋料理の普及にも大きな足跡を残した。

## 生涯
1888年（明治21年）、福井県今立郡村国村（国高村村国、現・越前市村国三丁目）において、裕福な料理屋の次男として生まれる。旧姓は高森。高森家は大地主で庄屋だった。幼少期にはおさまらない性質だったという。10歳の時、学校友達が禅寺の小坊主になっているのを見て自分もなりたくて堪らなくなり無理を言って寺に入れさせてもらったが、その禅寺でもいたずらは治まらず1年で追い出されたという。（因みに、小僧時代の法名は「徳有」。）武生町橘にあった「八百勝」で働く。
秋山が自著『味』で記したところによれば、鯖江にあった陸軍の連隊を訪ねた際に食堂でそれまでに嗅いだことのない香ばしい匂いに触れたことが西洋料理との出会いであったという。実家の仕出し屋が三十六連隊の将校集会所の賄いをやっていた関係で集会所を訪ね、そのとき初めて口にした洋食・カツレツの味に衝撃を受け西洋料理のコックになることを志した。高等小学校を卒業したのち16歳で単身上京し華族会館の見習いとして料理人としてのキャリアをスタートさせる。そこで3年間働いたほか、駐日ブラジル公使館、築地精養軒で働いた。精養軒では、フランスのオテル・リッツ・パリでオーギュスト・エスコフィエに師事した第4代料理長・西尾益吉の下で学び、西尾に倣ってフランス行きを決心し、仕事のあとに料理原書を持ってフランス語の個人レッスンに通った。その後「東洋軒」三田本店の３代目料理長に就任する。
1909年（明治42年）から、本格的な西洋料理修業のため私費でフランスへ渡航。同時代では料理人修業のための渡欧は稀なことであった。ベルリンのホテル・アドロンの調理場を経て、パリの日本大使館の紹介により、オテル・マジェスティックの厨房で2年間修業。苦労の末に料理の腕を認められるようになった。その後、キャフェ・ド・パリに半年、オテル・リッツ・パリにおいてオーギュスト・エスコフィエの下で半年働いている。
1914年（大正3年）に予定されていた大正天皇即位の礼を控え（実際は同年4月に昭憲皇太后が崩御したため翌年に延期された）、外国からの賓客に本格的なフランス料理を提供できる料理長として、1913年（大正2年）、パリの日本大使館の推薦により宮内省に招かれて帰国。東京倶楽部料理部長を経て、新設された宮内省大膳寮の初代厨司長に任じられた。なお、同年7月、下宿先の一人娘、秋山俊子と結婚して秋山家へ入籍し秋山姓となる。1915年（大正4年）に行なわれた大正天皇の御大典で18か国の賓客を本格的なフランス料理でもてなす。このとき、支笏湖産のニホンザリガニ4,000個体を本州に運び、うち3000匹が御大典に使われ、残りは御用邸のある日光へ放流された。
1920年に宮内省の命により再び渡仏して研究を続け、1921年の皇太子裕仁親王の欧州訪問の際には一行に随行して各国主催の晩餐会の現場を見学。その後アメリカへ渡りニューヨークの有名レストランを歴訪視察して1922年に帰国した。
1923年（大正12年）、1600ページに及ぶ『仏蘭西料理全書』を刊行。『仏蘭西料理全書』は、1966年に新版が刊行されるなど、第二次世界大戦後に至るまで西洋料理を学ぶ者の「バイブル」とされた。このほか、一般向けに『味』などの書籍を刊行した。1971年（昭和46年）にはフランス料理アカデミー名誉会員、パリ調理士協会名誉会員、フランス主厨長協会会員になった。
皇室に対する忠誠心に厚いことで知られる。また、料理技術の向上の為には貪欲かつ謙虚に学ぶ姿勢も知られ、時には優れた技術を持つが世間的には格下とされる料理人にも頭をさげて学ぼうとする姿勢が見受けられたという。
昭和になってからは、昭和天皇の「埋もれゆく郷土料理を記録するように」という意思を受けて秋山が東北地方の郷土料理を調査し、その献立などについての記録を記したり、満州国皇帝の愛新覚羅溥儀が訪日した際に溥儀が主催した食事会では満州料理の調理を秋山自らが手がけたことなどが伝わっている。
1972年（昭和47年）、84歳で現役を引退。1973年（昭和48年）に勲三等瑞宝章を受章。翌年没した。1974年（昭和49年）、没後に従四位、ついで正四位に叙された。

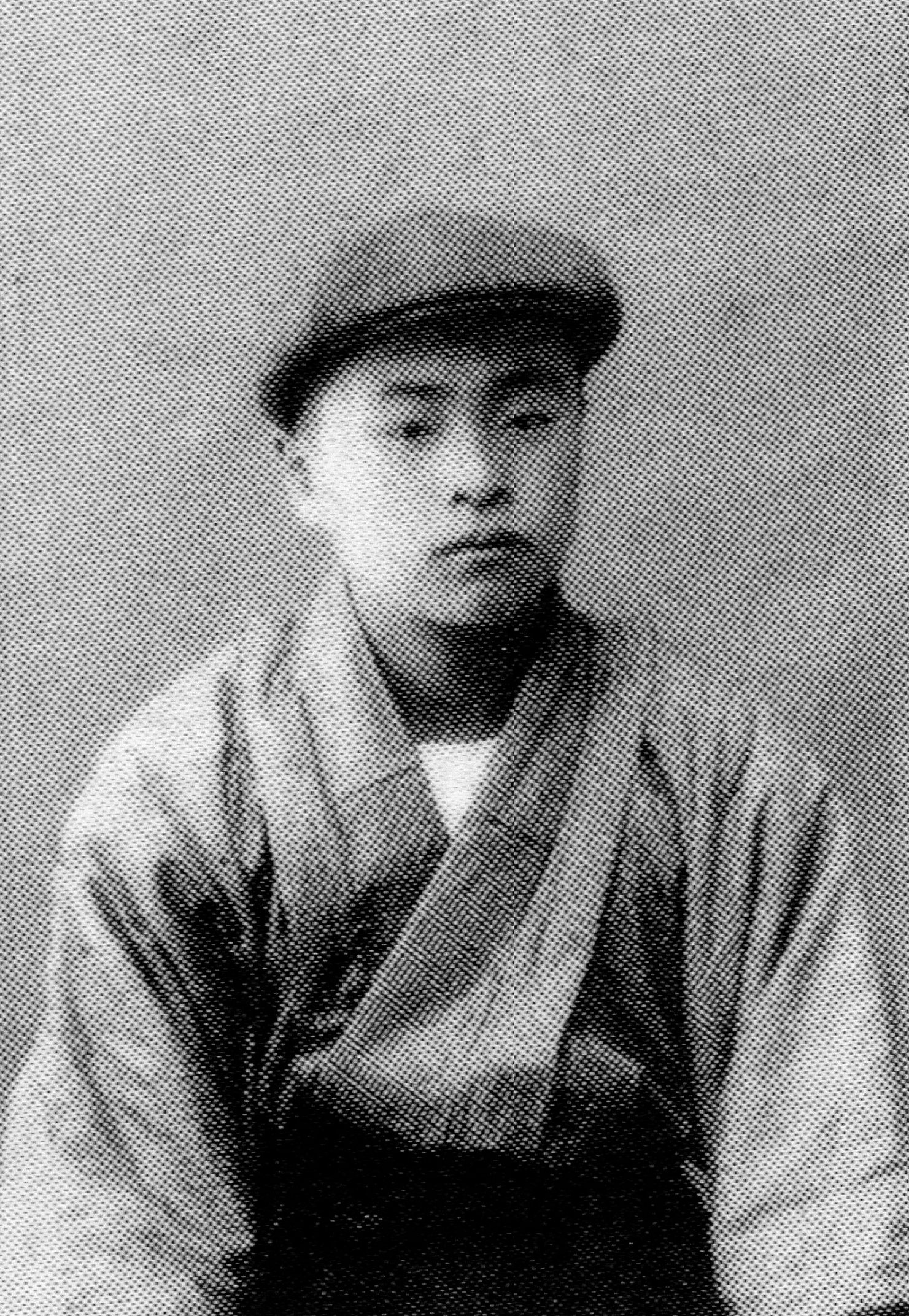
少年時代の高森徳蔵
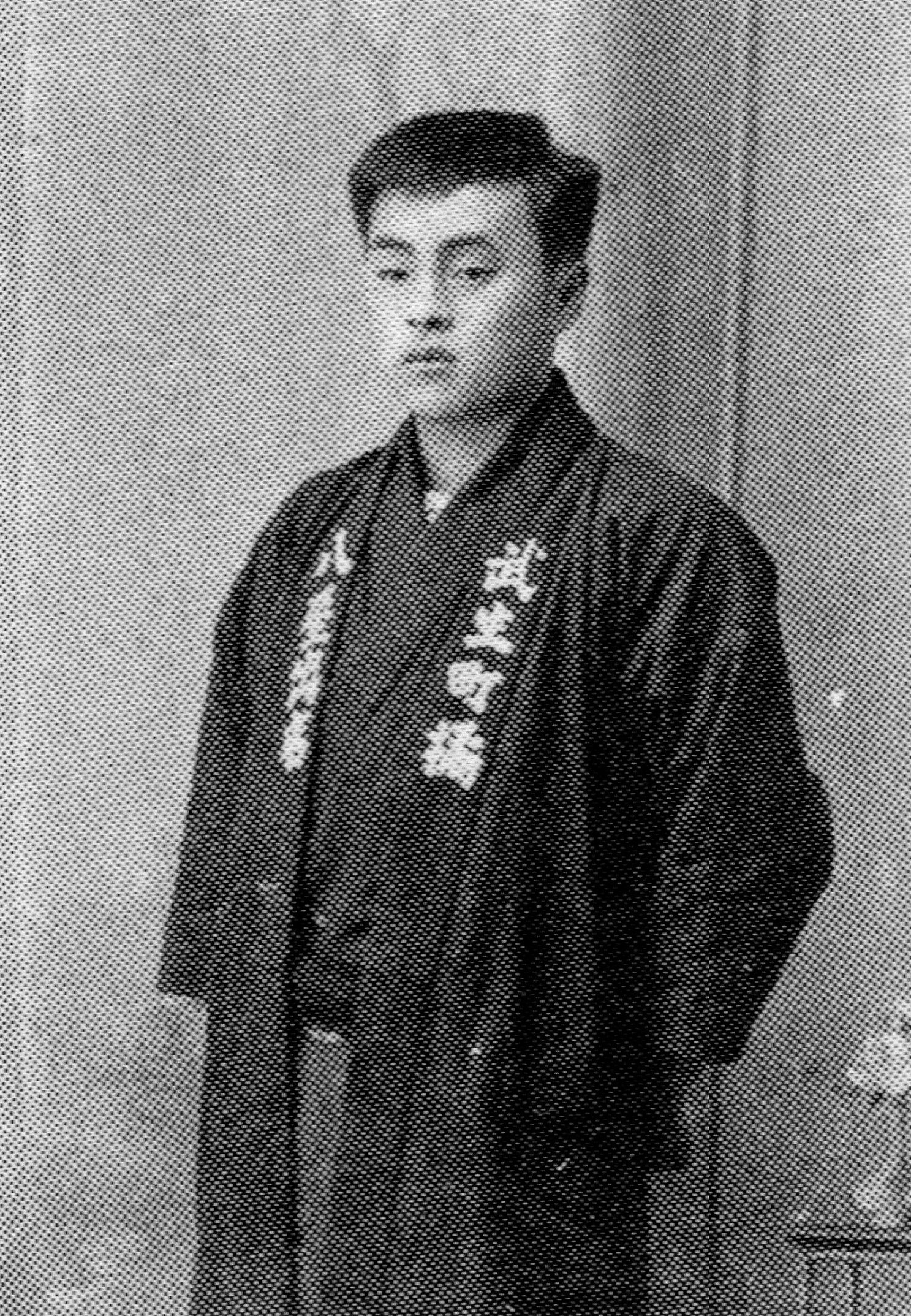
武生町で奉公中の高森徳蔵
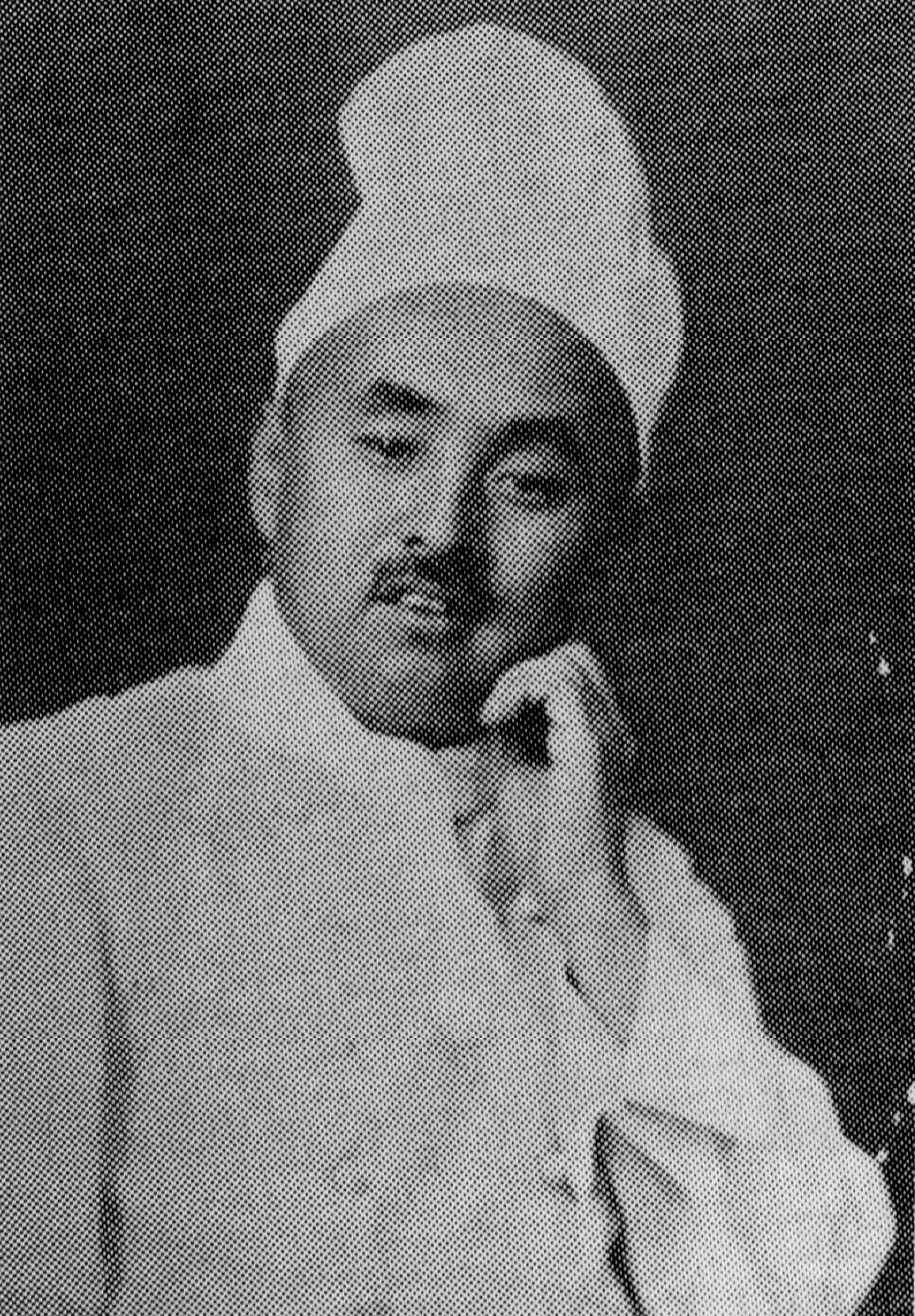
大正2年（1913年）、宮内省大膳寮厨司長に就任した頃の秋山徳蔵（就任は同年11月で、それに先立ち同年7月に結婚し、秋山家の婿養子となった[6]）
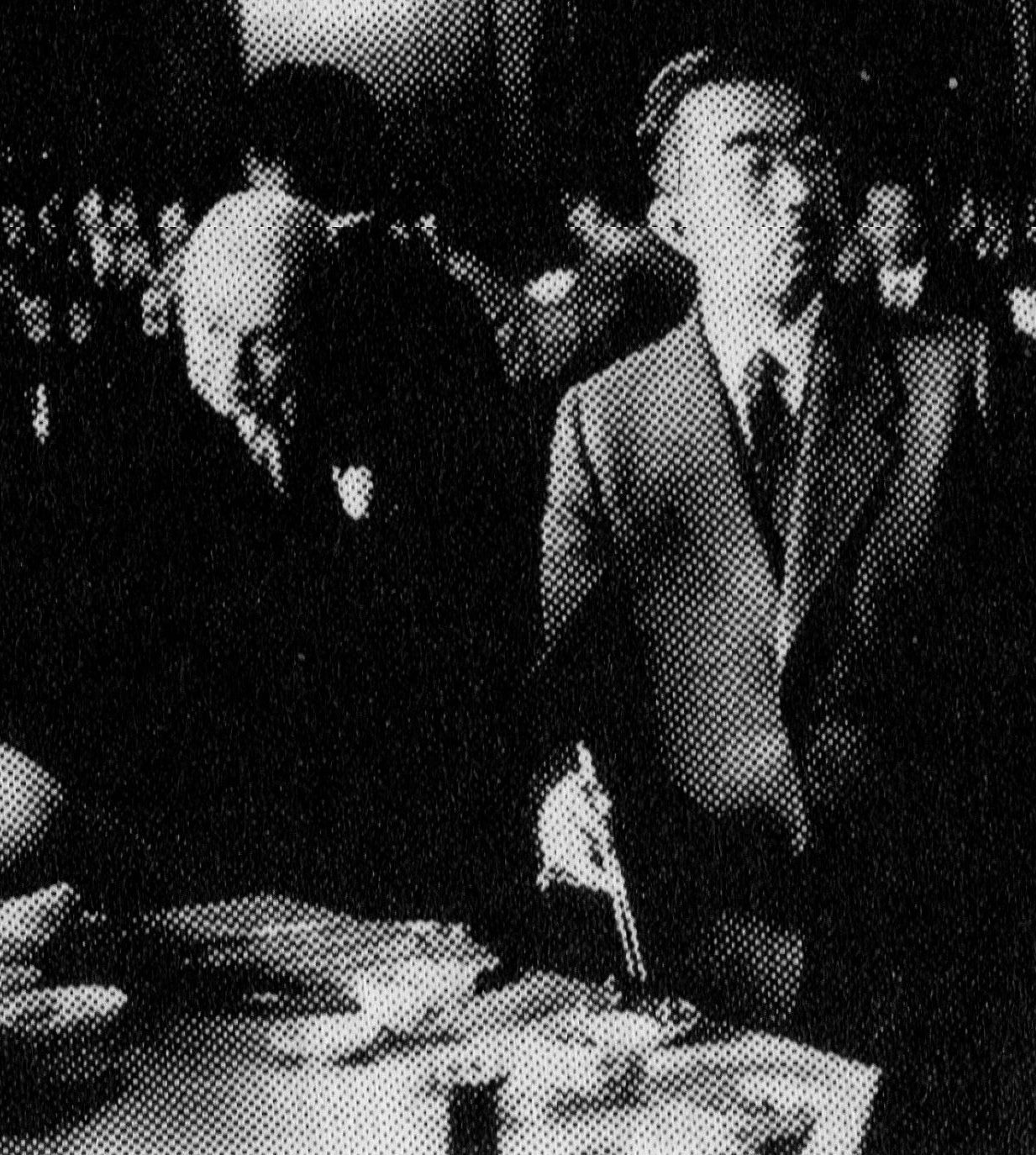
昭和24年（1949年）頃、皇居での立食の宴にて秋山徳蔵（左）、寿司をつまむ昭和天皇（右）と共に

### 家族
最初の妻・秋山俊子との間に、匡、栄子、鉄蔵の三子をもうけるも、俊子は1928年（昭和3年）に肺結核で死亡。翌年、岸本きくと再婚。三郎、四郎の二子を得る。

## 国内での修業時代
秋山（結婚前なので高森姓）は1904年（明治37年）に上京し、華族会館で修業を始め、翌1905年（明治38年）には築地精養軒に移り、さらに1907年（明治40年）には三田の東洋軒に移った。
当時は何か間違ったやり方をしていると、まずは先輩達から鉄拳制裁が飛び、そのあとで教えてくれるのが普通だった。しかし、秋山はひたすら腕を磨きたかったので体罰ぐらいは何とも思わず、むしろ何か新しい事を知る嬉しさの方が勝ったという。

### 師匠のレシピを盗む
秋山が修業を始めた頃に最も困ったのは、先輩達がレシピというものを教えてくれない事であった。秋山のような駆け出しの下っ端達は、ただ上司や先輩達から命ぜられるままに仕事をするだけで、それらが最終的にどういう姿になるのかさえよく分からず、秋山は何としてもレシピを見たいという欲求が募った。
秋山が築地精養軒で修業していた頃の料理長は西洋帰りの西尾益吉であった。西尾もやはり横文字で書いたレシピをどうしても見せてはくれなかった。そこで、秋山はある晩、事務所のガラス窓を叩き割って西尾のレシピを盗み出すという暴挙に出た。それを一晩中かかって書き写し翌日早めに出勤して元の場所に戻そうと思っていたが、明け方就寝したところうっかり寝過ごしてしまい、慌てて出勤したので盗んだレシピを元の場所に戻すのを忘れてしまった。当然ながら大騒ぎとなり、厳しい詮議が行われ弱り果てた秋山は盗んだレシピをこっそり捨ててしまおうかとも思ったが、料理人にとってそれがどれだけ大切なものかを分かっていたため捨てる事が出来なかった。そこで、覚悟を決めて名乗り出て平謝りしたが当然の事ながら酷く叱られた。解雇されるすんでのところで、間に入ってとりなしてくれる人がいたため漸く無事に収まった。

## 欧州での修業、そして日欧の料理人の地位の違いについて
欧州での修業中、秋山は小柄である事や東洋人である事でしばしば侮辱されたが、完全実力主義社会の恩恵で徐々に自分の地位を上げる事に成功した。その結果、フランスは秋山にとって居心地のいい国となり帰国を躊躇った程であった（後述）。しかし、日本では秋山が宮内省大膳寮の厨司長となってからも社会では料理人に対する偏見は根強く存在した（後述）。
西洋料理を何としても研究したいと念願した秋山は、1909年（明治42年）、父からの資金援助を得て欧州へ渡る事になった。まず、船でロシアのウラジオストクに渡り、そこからシベリア鉄道で欧州に向かった。

### ドイツでまず修業
ベルリンで覚えた喧嘩作法
秋山が欧州へ修業に行った頃は、ちょうど日本が日露戦争に勝利した後であり、秋山は大いに得意だったのだが、修業を始めたドイツのベルリンでは日本という国さえ知らない者も多く「街のアンちゃん」達や労働者になると、十人中八人ぐらいまでは秋山を侮蔑的に中国人と呼んだ。更に、黄色人種であり、秋山は小柄でもあったので、しばしば我慢のならないからかい方をされた。そういう時、秋山はベルリンの在留邦人で文部省特派留学生だった渡辺銕蔵に教わった「作法」で対応した。わざと困った顔をして身体が触れるか触れないぐらいに近寄り、相手の急所を蹴り上げて一目散に退散したという。この方法で秋山は一度も失敗した事は無いと言う。
ドイツでも一流ホテルやレストランはフランス料理が主流であり、料理人も皆フランス人だったので、秋山もドイツでの修業は前座・小手調べ程度として、追ってフランスに渡った。

### パリでいじめに反撃する
パリで修業中も、秋山は小柄であることや東洋人であることでしばしば侮辱された。
もっともしつこく秋山をからかったのは、皿ばかり洗っている、太っていて毛深く丸太のような腕の中年男だった。その男は秋山の傍を通るたびに頭を押さえ付けたり、背中をつついたり、おどけた仕草をして見せたり、日本人だと知っていながら中国人と呼んで馬鹿にしたりした。
ある日、秋山は昼休み前にその男の前でこれ見よがしに芋剥き用のナイフを研ぎ、紙に包んでポケットに入れ「おい、ちょっとお前に用がある。昼休みになったら外へこい」と凄んだところその男は怯え出し、問答の末、秋山に握手を求めてきて「おれが悪かった。許してくれ」と言ったが、秋山は知らぬふりをした。すると、更に謝罪し握手を求めてきたので手を握ってやると「メルシィ、メルシィ」と喜び、それ以来秋山をからかわなくなったという。
ある日のこと。シェフが秋山をからかってスープがいっぱいに入った大鍋をストーブに一人で上げろと命じた。それは大男ならともかく、普通は二人がかりで持ち上げるほどの重さのものであった。秋山ができないと言うと、そのシェフもむきになって上げろと言い張り、問答しているうちに厨房内の皆が異様な空気を察して二人に注目し出した。すると秋山は、そのスープを床に全部こぼして空になった大鍋をストーブに上げ「はい、上げました」と言った。するとシェフは激怒して秋山を「糞野郎！」と罵りつかみかかろうとしたが、店主が間に割って入り「待てッ。シェフ。できないことを命令するのはいけない」と叱りつけ、秋山には「よし、よし。お前が悪いんじゃない。心配するな」と慰めてくれたという。そのシェフは元々気が良くて秋山をよく可愛がってくれていたのだが、このようにからかわれると「短気な私は我慢できなくなった」のだという。

### フランスでの料理人組合員への手厚い待遇
- 秋山はオテル・マジェスティックに2年いてから、次にパリで最高級のレストラン「キャフェ・ド・パリ」にて6カ月間修業。キャフェ・ド・パリの主人が料理人組合の会長だったので、その口利きで組合に加入する事ができた。証明書が授与され、それさえあれば世界で一流の料理人として通用出来た。それからは月給取りとなり、当初は30フラン（当時の日本円で1フランが約35、36銭）だったが、完全実力主義社会であったお蔭で、ついには月給150フランにまで上がった。それまでの秋山は、実家の父から仕送りをしてもらい、駐仏日本大使館で缶詰を失敬しつつ糊口をしのいでいたが、それ以降は仕送りも大使館の缶詰も不要となった[6]。
- フランスでは、料理人組合に加入すれば一生が保障された。火傷すればすぐに医師が駆けつけ手当てのあとアパルトマンにまで送ってくれ、何日間休むようにと命令をして帰っていった。更に毎日包帯を交換に来てくれて、医療費は全額無料であったし、高齢となり引退すれば生涯年金が給付された。それらの待遇を知った秋山は「やっぱり文明国だなアと、つくづく感心した」という[6]。

### 日本での料理人の地位と、日本人の出世観
- 当時の日本では、料理人よりも食材を買いつけて売っている大きな食料品店の主人の方が社会的地位が高いと秋山は感じていた。食材を自分の技術で最高のものにも最低のものにも出来る料理人は、いわば画家であり、食料品店は絵具屋に過ぎないのにと秋山は不満を感じていた。また、秋山が感じていた日本人の出世観とは、小学校の教師が中学校の教師になり、そして高等学校や大学の教員になる事を出世と心得、または農民が村役場の役人となり、工員が自分で会社を興す事が出世だと心得ているというものであった[6]。
- 秋山の三男、蜂谷三郎によると、蜂谷の小学生時代の日本では、料理人は社会的地位が低く、恥ずかしさから父親がそれなりの地位を得るまで言えなかったという[20]。当時、「お前のお父さん何やってるの？」と聞かれると、料理人とは答えずに「質屋だよ」と言ってごまかしたりしていたという[20]。

### 秋山が感じたフランス人の職業観
- 秋山がみるところ、フランスでは郵便配達員にしろ靴屋にしろ自分の天職を楽しみ、それを立派に遂行する事を自慢としているというものであった[6]。
- キャフェ・ド・パリでの半年の研究後、オテル・リッツ・パリに移った。そこの料理長こそ、秋山が修業時代から耳にしていたオーギュスト・エスコフィエであった。第二回渡仏時にもエスコフィエは料理長として健在であり、更に社会的に大きな地位を築いていた事が秋山としては会心の事であった[6]。

### 秋山、帰国を躊躇う
秋山はフランスをすっかり気に入ってしまい、また、自分は次男でもあるので一生フランスで過ごそうとも考えたという。オテル・リッツ・パリで半年勤務した後、次に南仏ニースのオテル・マジェスティックに移って7カ月経過したところで、駐仏日本大使栗野慎一郎から、大正天皇の御大典での賓客向けの本格的な西洋料理の指導者として帰国して欲しいとの要請があった。秋山としては、今まで世話になった栗野からの要請でもあり、しかも御大典での料理の総指揮となれば一世一代の大仕事とも思われたので引き受ける事にした。但し、当初は御大典の仕事が済んだら再びフランスに戻る事も考えていたほど未練があったという。

## 「天皇の料理番」として
秋山は宮内省に内定後、半年以上の身辺調査を経て、1913年（大正2年）11月に正式に大膳寮厨司長に任じられた。

### 目上の役人相手に癇癪炸裂
秋山が宮内省大膳寮に採用されてから僅か一カ月程しか経っていない頃、厨房の裏口から突然立派な風体の男性とそのお供らしき洋服姿の男性らが4、5人入って来た。男らは厨房用の上履きに履き替えず下足のまま入って来たので、秋山は激怒し男の前に立ちはだかり、それを見咎めて「馬鹿野郎」「間抜け野郎」と怒鳴りつけてしまった。男らが引き返したあと古い厨司が言うには、先ほどの先頭の男は内匠頭片山東熊であるという。片山と言えば、東宮御所（赤坂離宮。現在の迎賓館）を設計した著名な工学博士でもあったが、秋山は多少言い過ぎたかなとは思ったものの気にかけないでいた。すると、今度は正規の入口から白衣を着て上履きのスリッパを履いた集団が入って来た。秋山の上司である大膳頭福羽逸人に案内された片山ら一行であった。さすがの秋山も若干25、26歳の若輩者が五十年配の宮内省高官を怒鳴りつけてしまった事を気まずく感じ、そそくさとその席を外してしまった。
それから小一時間程経ってから上司の福羽から呼び出された。秋山は、これは叱られるなと覚悟して大膳頭室に入ったら、以下のように諭されたという。
片山も根に持つような男ではなく、また、勤めの初期において福羽のような人格者の薫陶を受けた事が、その後どれほど役に立ったか分からないと秋山は語る。
秋山が西洋式に数種類の果物を切って出した時、宮内次官関屋貞三郎から果物は切って出すなと咎められた。（注＝関屋が次官の頃は、秋山は入省してすでに数年を経過している。）すると頭にきた秋山は、「そうですか。じゃア、メロンも、西瓜も、丸ごと出しますから、そうお考えになっといてください」と反論した。関屋も困惑して以後は文句を言ってこなくなったが、秋山も後で若気の至りを反省したという。しかし、そんな秋山も「果物は切らない方がおいしいこと、もちろんである」と断る。

### 大正天皇の御大礼とザリガニ騒動
秋山が宮内省大膳寮に採用され、フランスに未練を残しながら帰国したのも、正に大正天皇の御大礼での饗宴「大饗」の料理の総指揮のためであった。
一世一代の大仕事となると、ついあれもこれもと考えてしまい、メニューの全体像も、逆にこれと言ってとらえどころの無いものになってしまったという。そこで、思い浮かぶメニューを次から次へと削ぎ落としていくと、どうしても落としきれないものが残るという。そうやって残ったものこそが本物であると秋山は語る。
秋山は、メニューを完成させるのに「まる一月かかった」という。
今回の饗宴の人数は2000人であった。問題は、2000人分の材料を、傷んでも困るので早く買い過ぎず、尚且つ絶対に間に合うように買い揃える事に加え、品質が均等である事であった。秋山は、メニュー作成で苦心している時に、「捨ててみても、落としてみても、頭に沁みついて離れない料理が残ってくる」との事で、その一つが、「クレーム・デクルヴィッス（ザリガニのクリーム仕立てのポタージュ）」だったという。
欧州では食材として親しまれるザリガニであったが、現在日本国内にも広く棲息するアメリカザリガニとも違い、ヨーロッパザリガニと呼ばれるこの品種は日本に生息していなかった。だが、日本でも北海道に食用に適したザリガニであるニホンザリガニが棲息している事を秋山が知っていた事も、ザリガニ料理を御大典の饗宴のメニューに加えた理由の一つであった。
秋山は、2000人分のザリガニとなると、予備も含めて3000匹は必要になると見積もった。
たまたま旭川の「師団長」（秋山の著書には氏名が明記されていないが、場所・時期からして、第七師団長宇都宮太郎陸軍中将であると思われる）が大饗の監督責任官すなわち秋山の上司である大膳頭福羽逸人の知人であったため、その協力を得て師団の兵士らを動員し必要数のザリガニを確保する事が出来た。
1915年（大正4年）8月、日光御用邸にて大正天皇が避暑中で、秋山らも供奉で御用邸に滞在していた。捕獲したザリガニ4000匹は日光に送られ、御用邸付近の大谷川に生簀を作って入れておいた。さらにそれらのうち半分の2000匹が、同年10月初頭に京都に運ばれた。
御大典の饗宴は京都の二条離宮にて行われる事になっており、そこにバラックながら立派な厨房が新設された。北海道で捕獲し日光経由で運び込んだザリガニも、その中の生簀で四方を金網で厳重に囲い、水道水を出しっ放しの状態にして保管した。
しかし、式典が近付いたある朝、ザリガニが消えたと報告する厨房員の声に秋山は起こされた。厨房の生簀を確認すると、確かにザリガニは一匹残らず消えていて、秋山らは色を失った。
そもそも厨房には厳重に鍵がかけられており、部外者は完全立入り禁止にしており、隣室には大勢の大膳寮職員が泊まり込んでいるので盗まれる筈が無かった。今さら代わりのザリガニを確保出来る訳も無く、しかも饗宴の献立表はすでに印刷が終わっており、メニューを変更したところで献立表の刷り直しはもう間に合いそうも無い。急報で秋山の上司大膳頭福羽逸人も旅館から駆けつけて来た。秋山としても「腹切りもの」だが、「大膳頭とても重大な責任問題」は免れない事であった。
不可解な事件だけに、皇宮警察官も来て取り調べを開始したが依然として五里霧中であった。
3時間ほど経ってから、秋山の部下の一人が突然素っ頓狂な声を挙げ、ザリガニ発見を秋山に知らせた。見ると、厨房の壁際にずらりと並べてあった荷物の物陰に5、6匹ほどザリガニが固まっていた。その部下がたまたま荷物を一個持ち上げたら発見したという。秋山は直ちに厨房内の全ての荷物を持ち上げて確認する事を指示した。すると「いるわ、いるわ、あっちに十匹、こっちに二十匹」と、たちまちほぼ全てのザリガニを捕獲し、不足は僅か5、6匹ほどであったという。
安堵と放心で、秋山はその場に「ヘタヘタと坐り込んでしまいそうになった」という。
厨房の隣室に寝ていた厨房員が、出しっ放しの水道の音がうるさくて眠れないために蛇口にふきんを垂らした。すると、光を極端に嫌うザリガニ2000匹全てが、垂れて来たふきんを伝って生簀の外に逃げてしまったのが理由であった。（厨房は一晩中電燈を点けておく事になっていた。）
一方、日光に残ったザリガニは放育された。詳しくは「ニホンザリガニ」項目参照。

### 天皇の食事
秋山は「天皇陛下はどんなお食事を召し上がっておられるのか」と「会う人ごとに」尋ねられた。秋山自身は「語りたくない。語ってはならぬことだ」と思っていたが、天皇は「金の箸」で食べるとか、コメは「一粒ずつ選ったものだ」という噂が出てくるに及び、真実を語る事を決心したという。
「陛下ほど民主的な方はいない」
秋山に言わせれば「陛下（注＝昭和天皇）ほど民主的な方はいないと信じて」おり、「四十年間（注＝1955年（昭和30年）発行の著書における発言）お傍に仕えた私がいうのだから、誰が何といおうと、真実である」との事である。さらに言うには、「そのへんにいるつまらぬ役人どもや、政治家たちの方が、ずっと非民主的である」と断ずる。
「金の箸」「一粒選り」の実態
秋山によれば、 1955年（昭和30年）現在で、昭和天皇は「配給の七分づきの米に、丸麦を混ぜたものを召し上がっておられる」との事であり、さらにそれも一日に一食だけ「あとはパンを召し上がる」との事である。
太平洋戦争後の食糧難時代は、一日のうち他の二回は、うどん、蕎麦、蕎麦がき、すいとん、代用パン、サツマイモ、馬鈴薯などであったという。
戦前でも、「半つき米に丸麦混入の御飯で、おすしの場合も、白米の使用をお許しにならなかった」という。
戦時下での天皇の食糧事情
日本が戦時体制に入ってからは、昭和天皇は「さらにひどいものを召し上がった」と秋山は語る。
「やはり国民と同様に外国米を混ぜよ」
まだ食糧事情がそれほど行き詰まっていない時期から、昭和天皇は「やはり国民と同様に外国米を混ぜよ」と指示を出し、「半つき米に、丸麦、それに外米を混ぜたもの」を食べていたという。
秋山としては、「たまにはすし米のような純白の御飯をさしあげたいと思った」。また、「半生を美味追求に没頭してきた」身としては、それは苦痛でもあったが「思召しだから仕方がなかった」という。
代用パン
昭和天皇が当時の日本の食糧事情を考慮して白米を遠慮する傾向はパンにおいても同様であり、「真っ白なパンはもったいないから、何か混ぜたらどうか」と側近を通じて打診があった。
秋山らも最初はきな粉、次はトウモロコシ、その次は乾燥野菜という風にいろいろ混ぜて、順繰りに天皇の食事に供したという。
ヤミ食材は厳禁
秋山によれば、昭和天皇はヤミの食材の購入は一切許さなかったという。また、仮に買おうとしても、とても買える値段では無かったという。
たまに鯛、ブリ、カツオの類が配給されてくると、秋山は「飛び上るほど嬉しくて、いそいそと御膳にのぼせたものであった」が、それらは実は魚河岸の篤志家の商人が自腹で船橋の闇市で仕入れて来たものだという事があとで分かったという事もあった。
乾燥野菜
秋山は、農学博士・陸軍主計少将の川島四郎の協力を得て、長野県で乾燥野菜を作り備蓄した。そこで作った乾燥野菜と、さらに乾パンを天皇の食事に供した。
「御用達」業者の変り身
戦前に長く宮内省御用達を務めた業者も、戦中戦後は予算不足に悩む大膳寮に寄り付かなくなり、戦後に食糧事情が回復してから再び笑顔を作ってやってくるという苦々しい例も多かったという。
まずはメニューを香淳皇后に見せる
昭和天皇の食事については、まずは献立案を秋山側が作成して香淳皇后に提出し、そこで献立が決まっていた。但し戦時下で食材の入手が困難だった時期には皇后を通さず、秋山側が間に合わせの材料で作って供したという。
御陪食・賜宴では白米
昭和天皇は、戦後の食糧難時代でも外国使臣や閣僚らを招いての御陪食や、歌会始予選者への賜宴では特配を受け、麦を混ぜない白米を許可したという。更に、食糧難時代でも御陪食の時には「出来るだけ御馳走をしてやるように――」と指示をしたが、それでも「魚または肉の一品と、野菜の一品に限られた」ものだったという。

### 明治・大正・昭和三代天皇の好み
明治天皇については秋山が聞き及んでいる分。大正・昭和二代は秋山が直接知っている分である。
なお、最も長く仕えた昭和天皇でも、好き嫌いについては一切語らなかったので、食べた量や残したもので察しを付けるようにしていたという。

#### 明治天皇
酒については酒豪レベル。飲みながら呵々大笑していたようである。

#### 大正天皇
酒は多少嗜んだ。しかし明治天皇ほどでは無く、祝膳の時には日本酒を、日常の食事では葡萄酒やベルモットを嗜んだ。料理の味は比較的辛い物を好み、昭和天皇とは対照的。

#### 昭和天皇
麺類、特にざる蕎麦が好み。週に一度は供していたが、時にはおかわりもしたという。どちらかと言えば薄味が好みだが、油っこいものも、うなぎ、天婦羅、中華料理も好み。秋山はよくお座敷天婦羅を供した。
- 猫舌 - 長年長い廊下を通って冷めた食べ物を食べ慣れてきたせいか猫舌なので、秋山による揚げたての天婦羅を口に入れて「熱い！」と言った事がある。逆に冷めた食べ物には一切苦情を言わない。秋山としても出来立ての熱いものを食べてもらいたかったので、天皇の戦中から戦後にかけての居住空間であった「御文庫」の地下室の調理室で再度温めて食事を供するのだが、「ほんとうに作りたての食物を、すぐ召し上がって頂くようになったら、本望だ」と語った[6]。
- 幼少時にお屠蘇を飲み非常に苦しんだ経験があり、体質的に酒は苦手のようである。侍医が少しの酒はむしろ体に良いからとすすめたので練習はしたが、なかなか受け付けない。葡萄酒を薄めたものを飲んでもつらいようである[6]。
- おはぎ、お汁粉が好き。果物も好きである。香淳皇后も和菓子が好き[6]。

### GHQ占領期 - 人生で最も屈辱的な時代
第二次世界大戦（大東亜戦争）に敗戦し、米軍が占領軍として進駐して来ると、秋山は以下のように思った。

#### GHQ幹部への接待攻勢の開始
鴨場にGHQ幹部らを招待
宮内庁には、宮内省時代から越ヶ谷と新浜の2カ所に鴨場があるが、そこでの伝統的な鴨猟にGHQ高官らを招待する事にした。それがたちまち人気となり、GHQ幹部らが我も我もと申し込み、一回に何十人も参加するようになった。鴨猟自体そう簡単に出来るものではなく、本来はシーズンに一回か二回程度しか行われなかったが、無理をして毎週土日に開催した。
鴨猟では、獲った鴨をすぐにさばき、醤油をかけて鉄板で焼き、GHQ幹部らに食べさせた。彼らはこれを非常に喜び、これにより秋山にはGHQ幹部らに知己が出来た。
GHQ幹部らに接待攻勢をかけていた時の心情を秋山はこう語る。
ホイットニー准将夫人の横暴
秋山はコートニー・ホイットニー准将（1950年＝昭和25年に少将に進級）宅に料理人を世話したが、ホイットニー夫人と喧嘩して出て行ってしまった。そこで、秋山は直ちにホイットニー宅に呼び出された。イライラする夫人はすぐに代わりの料理人を用意しろと言う。秋山は、そうそうすぐに用意出来るものではないと弁明すると、ならばあの料理人を呼び戻せと言い返してきた。
秋山は辞めた料理人の家に行って宥めすかしたが駄目であった。仕方なくホイットニー宅に戻ってその事を報告すると、夫人は以下のように恫喝した。
秋山は夫人の言いがかりを「とんだ春秋の筆法」だと思ったが、その当時の秋山としては、夫人の「日本の運命」という言葉にドキンとし、ついに大膳寮の料理人を一人、つなぎとしてホイットニー宅に派遣し、十日間のうちに代わりの料理人を見付けた。
秋山曰く、
GHQ幹部らを招待
春が近くなり鴨が段々いなくなると、今度は鴨場ではなく三里塚の下総御料牧場にGHQ幹部らを招待した。秋山らも連合軍専用列車に同乗して現地に行くのだが、上野駅に行ってみると、元のお召列車が連合軍専用列車に改造されていた。
秋山は悔しさで目をそむけたくなったが、以下のように自分に言い聞かせて堪え忍んだ。
米第八軍司令官ロバート・アイケルバーガー中将に至っては飛行機で直接三里塚までやって来た。御料牧場では、アイケルバーガー中将に乗馬をさせ、桜を見せ、最後はジンギスカン料理でもてなした。夏には、長良川の鮎漁にもGHQ幹部らを招待し、これも好評だった。
鴨場での接待では、秋山はさんざん乾杯を勧められたが「相手変れど、主変らず」でそうそう飲めるわけでもないので、その都度流し場で喉に指を突っ込み、嘔吐した後でまた新たな乾杯に臨んだ。鴨猟にはGHQ幹部夫人らも来ていたが、そのうち彼女らは悪乗りし、秋山を「ヘーイ、マイ、ボーイ」と呼びながら抱き付き、秋山の禿げ頭にキスし、キスマークだらけとなった。さらにはハンドバッグから口紅を取り出し、秋山の頭の上に日の丸を描いた。
秋山曰く、
付け届けも欠かさず
マッカーサー元帥の誕生日には必ずテーブルに盆景を作って置いてきた。珍しいものを見つけると贈り物として届けた。また、マッカーサーの息子がスキーで骨折すると、入院先の聖路加病院にお見舞いに行き、お会式の万燈を欲しがっていると聞くと西沢笛畝に絵を描いてもらって届けた。
GHQ幹部の誰が病気だとか、誰の誕生日だと聞けば、盆栽や花を届けた。
しかしながら役人である秋山の乏しい懐具合ではそれを続けているばかりにもいかず、今度は古道具屋で雛人形の揃いを買って来て、顔の汚れや着物の破れを繕って贈り物にしたりもしたが、それも喜ばれた。
秋山が乏しいポケットマネーでGHQ幹部らへの贈り物に苦しんでいるのを知った大映の永田雅一が、ある日秋山に立派な羽子板を5枚、大膳寮に送り届けた。その一つに値札が付いているので見ると300円と書いてあると思ったが、部下がそれは3000円と書いてあると言う。秋山は驚いたが、それならばGHQのお偉方達に贈ってやれと思い立ち、マッカーサー元帥、アイケルバーガー中将、チャールズ・ウィロビー少将、ホイットニー少将、フレイン・ベーカー准将の5人に、クリスマス・プレゼントとして贈った。
皇室と日本の存続のために敢えて屈辱的な「たいこもち」生活を堪え忍んだ秋山であったが、サンフランシスコ講和条約調印の日を境にピタリとGHQ幹部らへの接待攻勢をやめた。
秋山曰く、

### トゥヌルドの取り忘れた糸
秋山によれば「ごく最近」（秋山が著書『料理のコツ』を上梓した1959年=昭和34年頃の事）、ある御陪食でトゥヌルド（牛フィレ肉を厚く切ってベーコンで巻いて調理したもの）を供したところ、個々のトゥヌルドのベーコンを巻く糸を一本だけ取り忘れるという失態を演じてしまった。
本来は調理する際に使った糸の本数を予め数えておき、トゥヌルドを焼き上げて糸を解いた時に最初の本数と合っているかを確認するものなのだが、長年の仕事の中で本数を数える作業がつい形骸化してしまい、正に注意力を欠いていた時にこの取り忘れ事件が発生してしまったという。
しかも、たった一本取り忘れた糸が巻き付いたトゥヌルドが、事もあろうに昭和天皇に供されてしまった。
秋山ら厨房の一同は色を失い意気消沈した。この失態につき、侍従経由でお詫びした。
侍従が下がって来てから聞いたところでは、侍従が「けれども、お客様の分は全部取ってございます」と言上すると、昭和天皇は、
と満足気であり、しかも秋山らの失態については全く意に介していない様子であったとの事であった。
それを聞いた秋山らは下を向いたきりで、ただ「ありがとうございます」と侍従に言うしかなかったという。そして秋山は「涙が溢れ出て、どうすることもできなかった」という。秋山によれば、料理では100点というものはあり得ないという。しかし、注意さえ怠らなければ90点は取れるという。その反面、注意を怠ると10点にも零点にもなってしまうという。
この「糸を取り忘れたトゥヌルド」は、秋山に言わせればまさに「注意」を欠いたがゆえの「零点」の料理であったという。

## 「大好物を持っている人は幸福」
東條英機内閣と小磯国昭内閣で蔵相を歴任し、終戦時の宮相だった石渡荘太郎は、その風変りさで秋山の思い出に残る人物であった。たばこは一日に200本程吸う超愛煙家、そして大の甘党であった。奇行としては、1945年（昭和20年）6月4日に宮相に就任し各宮家に挨拶回りした際、いきなり公用車の運転手に駐車を命じると外に出て立小便を始めたという。そして、車に戻り挨拶を済ませた宮家から頂いたお土産の菓子をすぐに車内で秘書官と食べてしまう程甘いものに目が無かった。
その甘いもの好きが祟って石渡は糖尿病を患うのだが、周囲の人々が咎めるのも聞かず、一度に餅菓子を5、6個も食べてしまい「なあに糖尿で糖がおりるからそれを補わねばならんのだ」と屁理屈をこねていたという。
秋山は元々石渡とは知り合いで、石渡の宮相時代（つまり秋山が所属する宮内省のトップだった頃）は個人的な付き合いを控えていたが、戦後石渡が公職追放となり成城の自宅に閑居してからはよく行き来するようになった。
1950年（昭和25年）の8月に糖尿病が悪化し一カ月程入院したが、退院後、秋山は砂糖の代わりにサッカリンだけを甘味料として用いたお汁粉を作り、石渡邸に持って行った（サッカリンはその後発ガン性が取り沙汰されたが、当時はカロリー無しの有効なダイエット甘味料と見做されていた）。
すると石渡は、
と、大喜びしたという（石渡はそれからわずかの同年11月4日に病没する）。
秋山は「甘いものも過ぎれば毒だ」と思ってはいたが、その時の石渡の喜びようを思い出すと、以下のように考えるようになったという。

## 「忘れ得ぬ二人の婦人」
秋山は「並べて書くのはもったいないが」と前置きした上で、「忘れ得ぬ二人の婦人」として、「一人は貞明皇后さま、もう一人は亡くなった先妻（注=秋山俊子）」を自著で挙げ、以下のように回想した。

### 先妻俊子

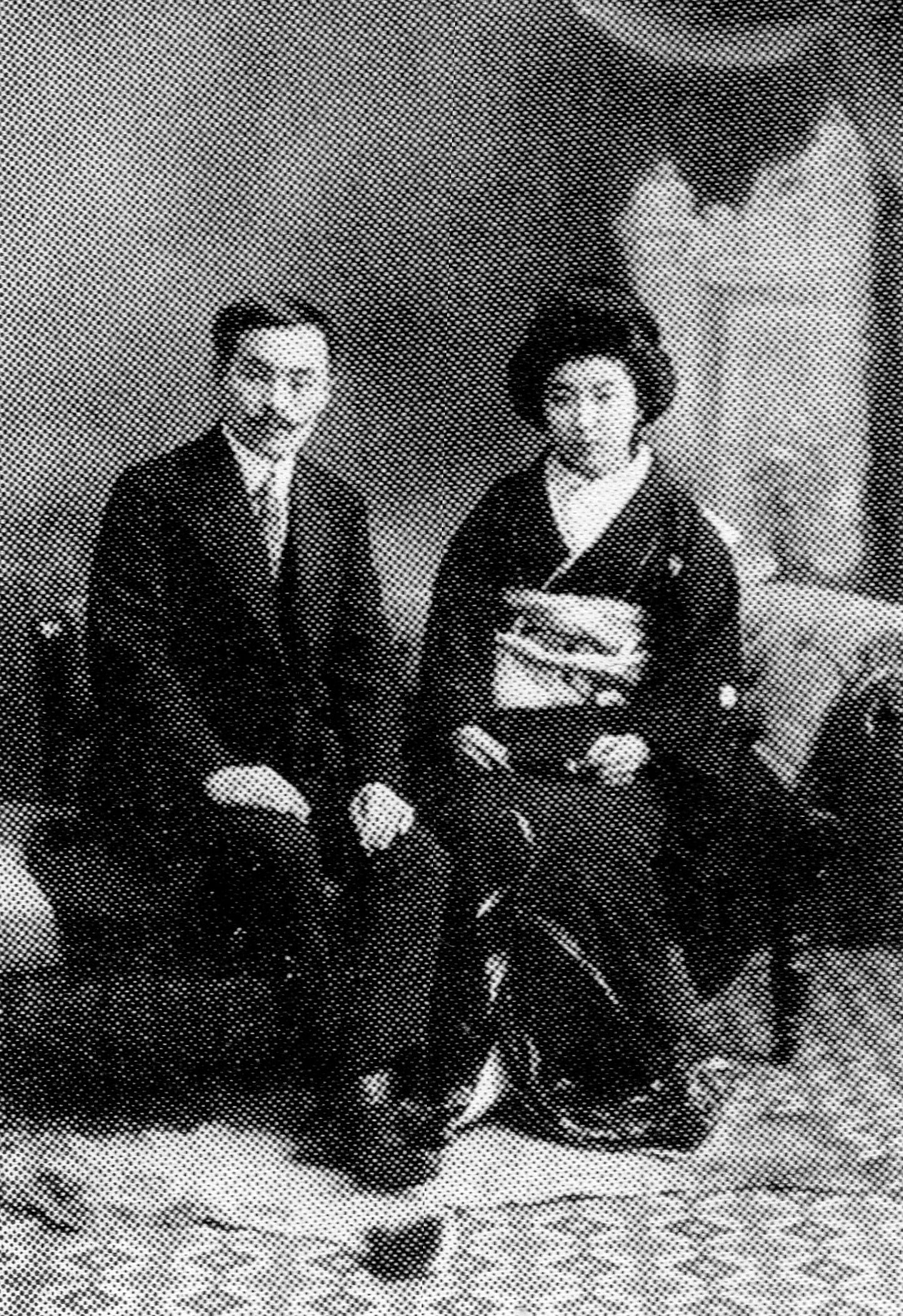
大正2年（1913年）、秋山徳蔵と最初の妻俊子（徳蔵は秋山家の婿養子となった）。俊子とは昭和3年（1928年）に死別する

先妻俊子とは、秋山（旧姓「高森」）が26歳の時に結婚した（当時俊子は17歳。同年8月に秋山は満年齢で25歳になっているので、秋山の戦後の著書における回想とは言え、両名とも数え年であると考えられる）。雙葉女学校に通う熱心なカトリック信者であったという。秋山によれば「心の優しい女」で、「この家内を熱愛していた。世界中に比べもののない、いい家内だった」という。
そのため、彼ら夫妻の三人目の子が6歳になった時に俊子が肺結核に罹り寝込んでしまってからは、「世の中が真っ暗になってしまう思いだった」という。
発病して一年半目にはいよいよ重症となり、痰も自分で吐き出せなくなり、秋山がその都度吸い出してやった。
俊子の死後、秋山は「腑抜けのように」なり、忌中35日の間勤めを遠慮して家に引き籠もったという。
俊子が託した鈴
俊子は、臨終の際に秋山を枕元に呼び、自分の財布につけてあった鈴を秋山の手に握らせ、以下のように言ったと秋山は自著で語る。

そう言い残して俊子（釋尼俊光大姉）は死去した。その後、秋山はその鈴をいつもポケットに入れて持ち歩き、坂下門を入る時には必ずそれをチリチリと鳴らして自戒のよすがとしたという。

### 貞明皇后
「皇太后さま」（貞明皇后）からは、先妻俊子を失った秋山に対しお悔やみの言葉と頂戴ものがあったので、俊子の忌明けの日にお礼言上のために青山の大宮御所に参上したところ、皇太后宮大夫入江為守を通じて秋山に一体の人形を下賜したという。当初はその人形の意味が分からなかったが、貞明皇后が夫である大正天皇を失ってまだ間もない頃だったので「最愛の妻を亡くした私の気持をほんとうにお解りくだすったのだろう。そして、この人形の意味は、あとに残った子供達を可愛がって育てよ――という御心なのであろう」と推察した。
そう思うと急に涙が溢れ出し、泣き顔を通行人に見られたくないので、わざわざ暗い道を選んで自宅まで帰ったという。
旅行を切り上げ急ぎ帰京した秋山を気遣う
秋山には泊りがけで遠方に競馬観戦に行く趣味があった。ある時（昭和時代）、大阪方面に競馬観戦に行っていると、宿泊先の大阪ホテルに宮内省大膳寮から電話がかかってきた。それによれば「大宮さま」（皇太后=貞明皇后）が中華料理で客をもてなしたいとの事で、大膳寮職員が秋山は今競馬観戦で遠出していると啓上すると、それならば秋山が帰って来てからでいいとの事であった。それを聞いた秋山は「そうか。そいじゃ、すぐ帰る」と返事し、夜行列車で急ぎ帰京した。
それを知った貞明皇后は、「わざわざ帰ってこなくてもよかったのに…」と秋山を気遣った事が、後で秋山の耳に入った。
それ以降、秋山は競馬観戦で遠出する事をやめたという。
貞明皇后厨房訪問の報を受け感極まる
1936年（昭和11年）11月27日、突然皇太后（貞明皇后）が大膳寮の厨房を視察する事になった。
明治以降、秋山が知る限り皇族が厨房を訪問する事は前代未聞であり、そもそも貴人が厨房に近づく事を忌避する風習が日本にはあった。秋山は、それは昭和天皇の母、そして女性として厨房を見ておきたいという自然な気持からであろうと推察し感激した。
皇太后厨房視察の報を受け、秋山には思うところがあり宮内省内の床屋に行き、残り少なくなっていた髪を丸刈りにしてしまった。当時秋山は、ドイツ訪問時に買って来たブラシで、すだれのようになっていた髪を後生大事に梳かしていたので、役所内では「厨司長のブラシ」と呼ばれて一種の名物になっていたが、その一方で、髪の毛というのは料理人の仕事にとって何のプラスにもならず、たとえコック帽を被っていても髪の毛についたゴミが料理に落ちないとも限らないという心配もしていた。そういう矛盾を自分の中に抱えていたが、皇太后の厨房視察を前にして、髪への未練を断ち切る決心をしたのであった。皇太后訪問後に、側近が、秋山がこれを機に髪の毛を丸刈りにしてしまった事を啓上したら、皇太后は「おや、おや、それを知っていたら、帽子を脱がせてみるのだったのに、と冗談をおっしゃった」と秋山は伝え聞いた。
それ以降、秋山の髪の毛も秋山の意を体したのか、減り方の速度を増し「掘りたての新ジャガ」と吉川英治が形容したようになったという。
白衣を着た皇太后が、やはり白衣を着た宮内大臣や宮内次官（時期からすれば、大臣は松平恒雄、次官は白根松介となる）、その他の供奉員を従えて厨房にやって来たが、皇太后が厨房の入口で女官を差し招くと、女官が皇太后の足元に真新しいスリッパを差し出した。皇太后がスリッパに履き替えると、女官らも同じくスリッパに履き替えた。普段厨房には外部の人が入る事は無いので余分な上履きの用意が無く、慌てた高官らも上履きを探させ、見つけられずに結局厨房に入れずじまいだった者も発生した。
役所内の細かいルールなど知るはずもない皇太后が事前に上履き用のスリッパを用意し、高官らが用意せずに来た事で、秋山は皇太后の気配りに俄然感極まった。
かつて宮内省入省間もない時期に、厨房に土足で入って来た高官を怒鳴りつけた秋山からしてみれば、ルールが無くとも調理場ならば当然清潔な履物を用意して来るのが当然であり、皇太后の配慮はまさに身分の上下を超えた「真心」であろうと感じ入り「涙がこみあげてくるのをどうすることもできなかったという。
ある日、皇太后（貞明皇后）と以下のような会話が交わされた。（会話中の秋山の年齢や会話内容からすれば、GHQによる占領期間中となり、秋山が昭和天皇と日本の立場を少しでも有利にするために、GHQ幹部らに接待攻勢をかけていた時期となる。）
と「たいへんお笑いになった」という。
そんな貞明皇后を、秋山は「ああ――あの、お優しかった大宮さまも、いまはいらっしゃらない」と偲んだ。
母、姉のように慕う貞明皇后崩御を機に禁煙
秋山は元々愛煙家であり、紙巻きたばこも、パイプも、葉巻も相当に嗜んでいた。更に、第二次世界大戦（太平洋戦争）敗戦後のGHQ占領期には、GHQ高官らとの付き合いもあり、挨拶代わりにたばこを勧められたりプレゼントにもらう事も多々あり、秋山の喫煙量はますます増え、一日に60～70本程にまでなった。
秋山としても、喫煙量が増えて頭痛気味になり、そして何よりも嗅覚も鈍り、料理人の仕事上良く無い事は百も承知であったが簡単にやめられるものではなかった。
そして1951年（昭和26年）5月17日「大宮さま」（皇太后＝貞明皇后）が崩御した。
秋山曰く、
そこで秋山は「天皇陛下の料理人」としての職責を全うするためには今のようにたばこに淫していたら申し訳がない、「大宮さま」のみたまに報いるためにもここはキッパリ禁煙しようと決意した。そして、貞明皇后十日祭を機に完全に禁煙した。
秋山としても自分の意志力を疑っており、外圧を用いる事で自分に禁煙を強いた。
家族の者には、もし自分がたばこを吸っているところを見つけたら何でも欲しいものを買ってやると約束し、同僚や友人らには、もし自分がたばこを吸ってしまったらどんな事でも言いなりになる、箱根や熱海への旅行も奢る、もし自分が同行できない場合には君らだけで旅行に行って豪遊し、後で領収書を自分に回してくれればいいとまで宣言した。
秋山は禁断症状で気が狂いそうになる事もあったが、何とかそれを克服し、やがてそばで誰かがたばこを吸っていても全く欲しくなくなり禁煙に完全に成功した。秋山は、頭を丸刈りにしたのも禁煙したのも「大宮さま」（貞明皇后）の高徳に導かれたお蔭であると言う。

## 評価
森枝卓士は、宮中の午餐・晩餐を通じて日本における「西洋料理」の体系化されたスタイルを生み出したこと、大規模な宮中行事の協力にあたった市中料理人への指導を通じて市井に影響を及ぼしたことなどを挙げ「日本の食を変えた人物」と評している。その影響力は大きく、弟子の中には料理人として世襲している者もいるほどである。
2015年に秋山が収集した宮中晩餐会などの献立を記載したカードが、遺族により味の素食の文化センターへ寄贈されている。

## 著書
- 『仏蘭西料理全書』（秋山編纂所出版部、1923年）
  - 『新フランス料理全書』（有紀書房、1966年）
- 『カクテル（混合酒調合法）』（東京・国際料理研究所、1924年）
- 『味』（東西文明社、1955年）：吉川英治が序文を寄せた。
  - 『味 天皇の料理番が語る昭和』（中央公論新社（中公文庫）、2005年、新版2015年）
- 『舌』（東西文明社、1957年）： 序文吉川英治
  - 『舌 天皇の料理番が語る奇食珍味』（中央公論新社（中公文庫）、2008年）
- 『味の散歩』（産経新聞社、1956年、三樹書房、1993年、中公文庫、2015年7月）
- 『料理のコツ』（有紀書房、1959年、新版1984年、中公文庫、2015年9月）
- 『味と舌』（有紀書房、1962年）
- 『テーブル・マナーのすべて』（有紀書房、1963年）
- 『料理ひとすじ』（有紀書房、1967年）
- 『秋山徳蔵選集』（全2巻：みき書房、1975 - 1976年）

## 関連図書
- 『天皇家の饗宴』（秋山四郎、秋山徳蔵を偲ぶ会「秋偲会」編）
  - 非売品 1978年、日本文化事業協会出版部、新版1994年 。
  - 大著で秋山徳蔵の宮中晩さん会メニューコレクション
- 杉森久英『天皇の料理番』（集英社文庫ほか）
  - 秋山徳蔵をモデルにした小説。フィクションもまじえているため、主人公名は「秋沢篤蔵」に変えられている。この小説は1980年・1993年・2015年の3度にわたってドラマ化されており、主人公の名はいずれも「秋山篤蔵」と変えられている。

## 演じた俳優
- 堺正章 - 『天皇の料理番』（1980年、TBS） 、役名は「秋山篤蔵」
- 高嶋政伸 - 月曜ドラマスペシャル『天皇の料理番』（1993年、TBS）、役名は「秋山篤蔵」
- 石井正則 - 歴史秘話ヒストリア『宮廷料理の舞台裏にようこそ 〜天皇の料理番 秋山徳蔵〜』（2013年10月23日、NHK）
- 佐藤健 - 『天皇の料理番』（2015年4月期、TBS）役名は「秋山篤蔵」